# Ariane Lopez-Huici
Pour les articles homonymes, voir Lopez.
Pour la juriste espagnole, voir Matilde Huici.
Ariane Lopez-Huici, née le 5 août 1945 à Biarritz (France), est photographe et vit entre New York et Paris. 
Son travail a été présenté à l’échelle internationale dans des institutions (Institut Valencià d’Art Moderne en Espagne, musée de Grenoble en France, Moma PS1 et Alliance française de New York aux États-Unis, et bien d’autres encore) et dans des galeries, telles que l’AC Project room à New York et la Galerie Frank à Paris. 
Des écrivains et historiens de l’art renommés, tels qu’ Arthur Danto, Edmund White, Yannick Haenel, Julia Kristeva et Carter Ratcliff, ont témoigné un intérêt très vif pour son travail. 
Le travail d’Ariane Lopez-Huici se concentre sur le corps humain, transgressant constamment les canons de beauté conventionnels. Pour accentuer les zones d’ombre de l’aventure humaine, elle pratique une photographie noir et blanc marquée par un grain prononcé et des noirs profonds. Ses séries Aviva, Dalila et Holly témoignent de sa passion pour les corps rubéniens. Ses séries africaines Adama & Omar et Kenekoubo Ogoïre révèlent son intérêt pour toute forme d’expression physique et sensuelle. Les séries Rebelles et Triumph portent sur un groupe de femmes voluptueuses affirmant leur majesté. Sa série, Priscille/Hecate (2009–2011), présente un ensemble de portraits nus d'un modèle handicapé et affirme, dans la tradition de Rodin, la beauté et personnalité véritables du corps fragmenté. Après avoir photographié le corps nu pendant plusieurs années, c'était pour Ariane un changement inhabituel de travailler avec Shani Ha (2013-2016) dans ses sculptures en textile. Pour le critique d’art David Cohen, ses photographies « véhiculent l’image d’un corps habité, réel et présent ». Pour Francis Marmande, Lopez-Huici « illumine le modèle, lui donne la force de transgresser ce qu’on voit ou pas ".
En connexion avec le monde incroyablement riche de l’improvisation et du free jazz de New York, elle photographie les musiciens les plus talentueux, publiant par exemple la série The Flying Hands of Cecil Taylor.

## Biographie

### Enfance et formation
Née à Biarritz en 1945, Ariane Lopez-Huici est la fille d’Eugenio López-Huici, un Basque Chilien, et d’Évelyne Belly, originaire de Lorraine. Sa grand-tante, Eugenia Huici Errázuriz, était une mécène, amie de Stravinsky et de Picasso. Ce dernier a d’ailleurs fait d’elle un portrait célèbre et une série de dessins. En 1970, Ariane Lopez-Huici termine ses études d’art en France et en Italie, et devient l’assistante du cinéaste brésilien Nelson Pereira dos Santos, largement considéré comme le père du Cinema Novo au Brésil. À son contact, elle apprend les techniques d’éclairage et de photographie et développe un attachement profond pour le cinéma d’avant-garde et toute forme d’improvisation artistique.

## Œuvre
Elle épouse le sculpteur Alain Kirili en 1977. Cette même année a lieu sa première exposition personnelle au Dartmouth College (New Hampshire). Lors de son deuxième voyage en Inde en 1979, elle visite le célèbre temple érotique de Khajuraho dont elle tire une série de
photographies intitulée Indian Ecstasy. L’année suivante, elle emménage avec Alain Kirili dans un loft du quartier new-yorkais de Tribeca, sur White Street. En 1983, elle expose à PS1 (New York) une série de photos intitulée The Tombs of Suleiman the Magnificent, prises lors
d’un voyage à Istanbul. Quelques années plus tard, en 1989, elle crée la série In Abstracto.

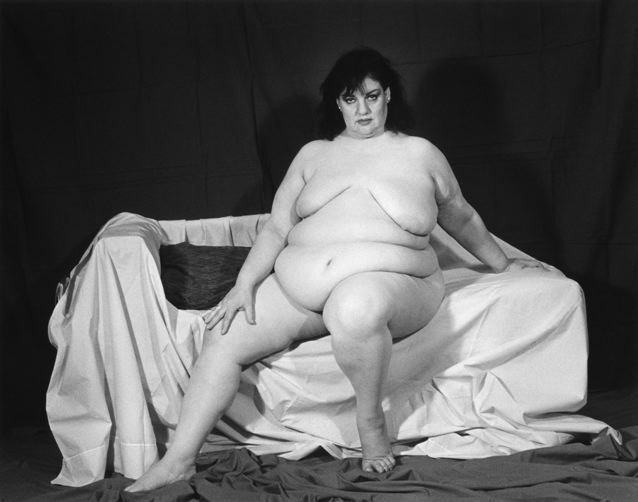
1996 Aviva ©Ariane Lopez-Huici

En 1989, elle rencontre le danseur Daniel D. Il sera le modèle de Solo Absolu, l’une de ses séries les plus marquantes, dans laquelle elle photographie un homme en train de se masturber. L’année suivante, elle participe à l’exposition collective Fragments, Parts,
Wholes : The body and culture à la White Columns de New York, organisée par Saul Ostrow sur le thème du corps. Elle y présente un travail sur l’érotisme masculin. À la suite de cette exposition, la critique Jeanne Siegel écrit un article sur la sexualité masculine vue par des
artistes féminines et s’intéresse notamment à l’implication d'Ariane Lopez-Huici dans son travail de photographe : « C’est une expérience quasi cinématographique, notamment lorsque l’on regarde les différentes photographies dans leur ensemble. Le fait qu’elle
participe et qu’elle regarde pendant la prise de vue contribue sans aucun doute à une expérience érotique. Elle se fait complice de l’assouvissement d’un désir ». Solo Absolu,
sa série sur la masturbation masculine, est exposée en 1994 à la galerie AC Project Room.
Parallèlement à cette exposition a lieu la publication de l’ouvrage A Conversation Between Julia Kristeva and Ariane Lopez-Huici, dans lequel les deux artistes discutent notamment de la vie en couple avec un autre artiste et de la relation de la photographe à la sexualité. À l’occasion de son cinquantième anniversaire et pour montrer sa solidarité avec ses modèles, Ariane Lopez-Huici passe de l’autre côté de la caméra et danse nue dans un film de 20 minutes intitulé TOAK (1995).
Ariane Lopez-Huici expose pour la première fois à Paris sa série Aviva à la galerie Frank en 1999. Cette série constitue une étape décisive dans sa recherche du corps transgressif. Belle et impériale, Aviva pose fièrement allongée ou assise sur un lit. Dans le catalogue de cette exposition, Arthur Danto écrit que « le décor renforce l’identité d’Aviva en tant que modèle.
Elle est là pour être représentée, pas pour véhiculer un quelconque message codé. Les poses renvoient également au répertoire du studio : le modèle ne fait rien d’autre que poser, ce qui bien sûr va avec sa nudité ». Il ajoute : « La mise en scène photographique est conçue
comme garant de la réalité présentée par les photographies : Aviva est telle que nous la voyons ».

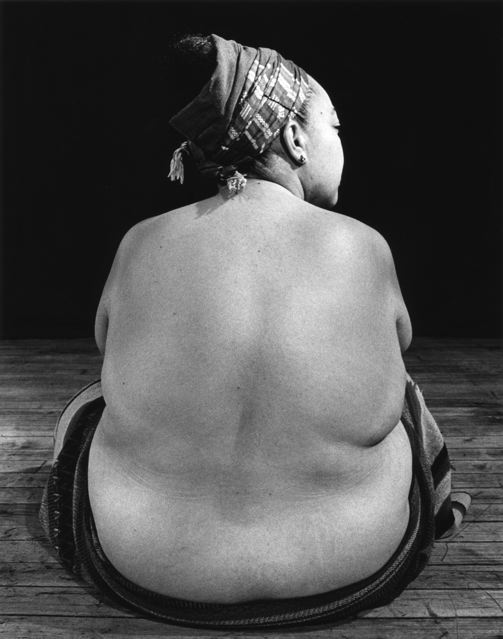
2001 Dalila (Dalila Khatir) ©Ariane Lopez-Huici

Pendant cette exposition, Ariane Lopez-Huici fait la rencontre de l’artiste Dalila Khatir qui deviendra un modèle capital dans son travail.
L’année suivante, à la FIAC de Paris, la galerie Frank expose un ensemble de photographies de ses modèles favoris : Aviva, Dalila, Mother and Son, Femme à la Toilette et un nouveau modèle new-yorkais, Bill Shannon, danseur de hip-hop paralysé.
En 2003, elle fait un long voyage en Afrique de l'Ouest. Elle y photographie les lutteurs africains Adama & Omar à Dakar, le maître de cérémonie Keneboubo Ogoïre au Mali et Les Élégantes de Saint-Louis au Sénégal. Ces séries inspirent à son ami, le critique Edmund White, le commentaire suivant dans un essai sur son travail : « Elle est à la recherche d'images, pas de clichés de touriste (son œil est bien plus actif) mais plutôt de photographies qui contestent son propre être, ou confirment ses soupçons les plus sombres ou ses espoirs les plus vifs sur la nature humaine ». Sa série sur les lutteurs africains est présentée en 2005 au Bowery Poetry Club de New York. En 2004, elle présente deux expositions personnelles dans des musées, l’une au Musée de Grenoble en France et l’autre à l’IVAM (Institut valencien d'art moderne) en Espagne. Carter Ratcliff et Edmund White écrivent pour les catalogues respectifs de ces deux expositions. En 2007, à la New York Studio School, Ariane Lopez-Huici présente une sélection de nus, notamment ses séries de groupe les plus récentes, Rebelles et Triumph. Carter Ratcliff écrit le catalogue de l’exposition. Il saisit quelque chose de très vrai à propos du travail de Lopez-Huici et de son travail : « Elle est photographe. Elle n’a pas peur de la chair. Elle ne dévoue pas son art à la forme pure. Ni à la forme impure d’ailleurs, car elle ne croit pas aux dichotomies simples. »

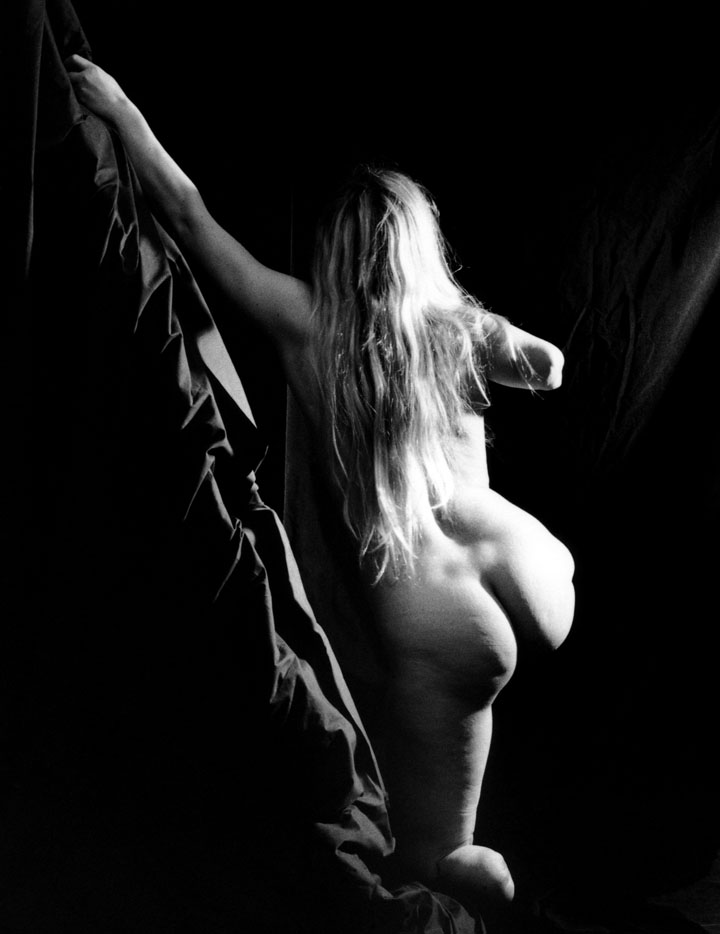
2010 Priscille ©Ariane Lopez-Huici

La photographe et artiste multimédia Marilia Destot réalise, en 2008, le film « photographique » Très près du corps, un documentaire rétrospectif qui révèle l’évolution et les enjeux artistiques de la photographie d’Ariane Lopez-Huici, de l’abstraction
à la figuration, vers une célébration jubilatoire des corps. Dans son film, Marilia Destot associe photographies et commentaires de l’artiste, et incorpore des citations et des extraits musicaux des écrivains et musiciens proches de l’œuvre d’Ariane Lopez-Huici. Ce film montre
pour la première fois l’intimité d’une séance en atelier avec l’artiste et ses modèles. Il est présenté pour la première fois à la Maison Française de la New York University la même année.
En 2010, Ariane Lopez-Huici révèle sa série Priscille, portant sur un modèle handicapé, lors de l’exposition Ariane Lopez-Huici and Marilia Destot: The Fragmented Body, au French Institute Alliance Française (FIAF) de New York. Dans le texte « Des corps libres » qui accompagne l’exposition,
Guy Sorman écrit : « Les photos d’Ariane, en toute indiscrétion, révèlent donc combien nous vivons en un temps de répression des corps, y compris en Occident, alors même que nous prétendons les libérer. » Il ajoute qu’« Ariane nous autorise à regarder Priscille et à la
trouver belle. »

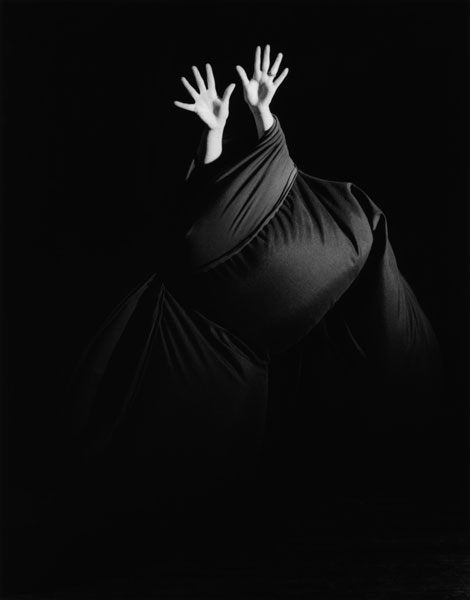
Shani Ha, 2013

Elle présente, en 2012, une série de photographies réalisée avec deux modèles importants, Dalila et Priscille, à la New York University in France. Dans un texte pénétrant sur le travail d’Ariane Lopez-Huici rédigé pour l’exposition, l’écrivain Yannick Haenel note au sujet des modèles : « Regardez ces femmes : elles transpercent l'écran des convenances, elles ne sont pas correctes, comme on dit aux États-Unis. Leur solitude est un combat splendide : celui des corps qui se regardent surgir, élancent leur souffle, font sourire leurs épaules. Les dos respirent, les chevelures pensent. Respiration et pensée fondent une liberté pour chaque corps irréductible. » Au sujet de Priscille, il écrit : « Car Priscille n'est pas exclue de son corps : tout en elle le proclame avec grâce. Son corps est tranquillement guerrier : désirable. J'ai envie de dire, modifiant la découverte de Rimbaud : le corps est un autre. » Il conclut ainsi : « Jouir, c'est trouver l'attitude, le geste, la méthode qui désensorcellent l'existence ; chaque instant qui rompt la captivité programmée devient une victoire : et même si les accidents de la vie ont abîmé votre corps, un triomphe est possible, effrayant et sublime : il s'affirme ici, dans l'éclair noir et blanc d'Ariane Lopez-Huici. »
En 2014, Ariane Lopez-Huici expose dans Parcours Croisés un duo avec Alain Kirili au Musée des Beaux-Arts de Caen en France. C'est la première fois qu'ils exposent ensemble révélant une vie artistique partagée.
Finalement, comme l’artiste le dit elle-même lors d’une longue conversation avec son ami le philosophe Paul Audi: « Dans chacune de mes photos, ce n’est pas l’être humain, mais l’humanité même de l’être humain, qui se trouve mise à nu... C’est cette humanité (...) qui m’interpelle et me stimule. »

## Expositions (sélection)
- 2016 Art 3 Gallery, New York City
- 2014 Musée des Beaux-Arts de Caen, Caen, France
- 2013 Hionas Gallery, New York City
- 2012 New York University, Paris
- 2010 Alliance française, New York
- 2007 New York Studio School, New York City
- 2004 Institut valencien d'art moderne (IVAM), Valence, Espagne
- 2004 Musée de Grenoble, Grenoble, France
- 2002 Ecole d’arts Plastiques, Chatellerault, France
- 2000 Galerie Frank, Fiac, Paris
- 1999 Galerie Frank, Paris
- 1996 AC Project Room, New York
- 1994 AC Project Room, New York
- 1993 Gérard Delsol & Laurent Innocenzi Gallery, Paris
- 1992 Colt Gallery, Nice, France
- 1988 Kunst Station Sant Peter, Cologne
- 1988 Marina Urbach Gallery, New York
- 1988 Philadelphia Museum of Judaica, Philadelphia, PA
- 1984 Galerie Dominique Marchès, Chateauroux, France
- 1983 Photography Center, Los Angeles
- 1982 P.S.1, Long Island City, New York
- 1982 New York University, La Maison Francaise, New York
- 1980 Diane Brown Gallery, Washington, USA
- 1978 Hal Bromm Gallery, New York
- 1977 Dartmouth College, Hanover, New Hampshire

## Collections
- Mrs. Agnes Gund Collection, New York.

- Institut valencien d'art moderne (IVAM), Valence, Espagne///Musée de Grenoble, France

- N.S.M. Vie, Paris, France

- FNAC, France

- Portland Museum of Art, Portland, États-Unis

- Installation permanente, siège de GTE, Dallas, États-Unis

- Time Equities, New York

- Merril Lynch International, Londres

## Catalogues et articles

### Catalogues
- 2014 Catalogue Musée de Caen, Caen, France: Yannick Haenel: Surgissement à deux and Barry Schwabsky: Duo Absolu
- 2012 Catalogue NYU in France, Paris - Yannick Haenel, The body is another.
- 2010 Catalogue French Institute – Alliance Francaise, New York : Guy Sorman : Free bodies
- 2007 Catalogue New York Studio School, New York : Carter Ratcliff: Ariane Lopez-Huici: Two or Three Things We Know About Her. David Cohen: * Introduction as Curator and Gallery Director.
- 2004 Catalogue IVAM,Valencia, Spain : Edmund White: The sacred monsters of Ariane Lopez-Huici, Julia Kristeva : Toak, Arthur Danto : The enfleshment of the self, Ramon Escriva : Ariane Lopez-Huici, Dances of shadows and flesh, Ariane Lopez-Huici: Photography and Dissidence, Conversation between Ariane Lopez-Huici and Paul Audi: The exemplarity of the model
- 2004 Catalogue Musée de Grenoble, Grenoble, France : Carter Ratcliff: Au-delà d’Athènes, en dehors de l’Eden : l’art d’Ariane Lopez-Huici, Guy Tosatto: Une chorégraphie des phantasmes
- 2002 Josyanne Savigneau: Beauté secrète, Ecole d’arts plastiques, Chatellerault, France
- 1999 Arthur.C. Danto, The enfleshment of the self, Galerie Frank, Paris
- 1996 Michel Onfray, Voir l’icone païenne, Fruitmarket gallery, Edimburgh, Scotland
- 1995 Michel Nuridsany, Peinture, photo & co, p.17, Rencontres internationales de la photographie, Arles, France
- 1995 Cecil Taylor by Ariane Lopez-huici, Knitting Factory, New York
- 1995 Cecil Taylor-Alain Kirili, One evening at the Knitting Factory , New York
- 1994 A conversation between Julia Kristeva and Ariane Lopez-Huici, Ile de Ré, France, AC Project room, NY

### Articles
Carter Ratcliff, In Conversation Ariane Lopez-Huici with Carter Ratcliff, The Brooklyn Rail, September 2016• Carter Ratcliff, Society as Cosmos, The Brooklyn Rail, May 2014• Paul-Louis Rinuy, "L'imperfection est la Cime", Narthex, March 2014• Aileen Jacobson, "Perceptions of Beauty and Their Cost", The New York Times, Sunday March 9. 2014• Edmund White, "Lavished in Kindness: Ariane Lopez-Huici Photographs Priscille", Artcritical, April 23, 2013 • Ariane Lopez–Huici and Alain Kirili, Ariane Lopez–Huici et ses modèles, Art & (online magazine) nº1, dec 11/Jan-Feb 2012, p 72–87• Valérie DI CHIAPPARI , Interview and portfolio "La différence m’attire par tout ce qu’elle représente de résistance aux normes sociales." , Faire Face Magazine, France, June 2010• Deborah Garwood, "Film Review : Ariane Lopez-Huici: The Body Close Up. A Film by Marilia Destot", ArtCritical, June 2009• Ann Landi, “Ariane Lopez-Huici, New York Studio School”, ArtNews, April 2008, p 26• Lucio Pozzi, “ La levità dell’opulenza”, Il Giornale dell’Arte n°274, March 2008, p 38• Joe Fyfe, "Ariane Lopez-Huici : Photography, at New York Studio School", Artcritical, January 2008• Alain Kirili & Ariane Lopez-Huici , " Afrique", Fusées 9, October 2005, pp 138-155• Brooks Adams, “The Camera and the Flesh”, Art in America n 2, février 2005, pp. 59-63France Huser, “Photographe de la transgression”, L’Officiel n 884, avril 2004, pp 80• FV, “De corps en accords”, Le Dauphiné libéré, 26 mars 2004• Catherine Firmin-Didot, “Divers canons de beauté”, Télérama Hors-série Gauguin, octobre 2003, pp 96-97• Francis Marmande, "Des secrets entre ombre et lumière", Le Monde, 22 octobre 2002• Linda Nochlin, , "Off beat and naked", www.artnet.com, 8 novembre 1999• Francis Marmande," Ariane lopez-Huici, Aviva Stone et la beauté de la vérité", Le Monde 3-4 octobre 1999• France Huser, "L’art du grotesque, Peter Saul, James Ensor, Ariane lopez-Huici", L’officiel, oct 1999, pp 158-162• Michel Nuridsany," Ariane Lopez-Huici : Le poids des photos", Le Figaro, 21 septembre 1999• Nadine De Koenigswarter "Ariane Lopez-Huici-Galerie Frank", Le journal des expositions, no 66, sept 1999• Lilly Wei, "Ariane Lopez-Huici and Michel Auder at AC Project room", Art in America, October 1996• New observation 112. pp.9, Fall 1996• Barry Schwabsky,"Ariane Lopez-Huici, at AC Project room", artforum, May 1996, p.105• Roberta Smith, The NewYork Times, feb 1996• Linda Yablonsky,Time Out, New York, jan 17-24, 1996, p.28• Francis Marmande, Le Monde, 22 aout 1995, p.17• Francis Marmande, “La vie du jazz”, jazz magazine, oct 1995, p.30• Susan Hapgood, "Ariane Lopez-Huici at AC project room", art in America, nov. 1994• James Sturz, “The Stones of Venice”, Forward, may 27, 1994• Carin Smilk, “Photos represent a testimony of Italian-jewish life”,Manhattan jewish sentinel, April 27, 1994• Jeanne Siegel, “Unveiling the male body”, Art Press, sept 1993.pp 25-29• Anne Rochette&Wade Saunders “Ariane Lopez-Huici at Gerard Delsol & Laurent Innocenzi”, art in America, July 1993, pp 111-112 Claire Bernstein, “Ariane Lopez-Huici”, Art Press, May 1992• Frederic Altman, “Ariane Lopez-Huici-La luniere du noir”, Nice-Matin, march 1, 1992• Bomb Magazine, Spring 1991, pp 42-43• Jeanne Siegel, ”Erotic/fragment : Ariane Lopez-Huici’s tactile photographs”, arts Magazine, November 1990• Gretchen Faust, “Grossman, Lopez-Huici, Rosemberg, Schneeman, Semmel”, Arts Magazine, May 1990• Joan Pachner ,Ariane Lopez-Huici”, New Observations, #50, September 1987• Donald Kuspit, “Ariane Lopez-Huici at P.S.1’, Art in America, 1982•

## Films
- Ariane Lopez-Huici : Très près du corps, documentaire sur l’artiste réalisé par Marilia Destot, 2008
- M... la Maudite, film sur le thème de la masturbation par Jean-Paul Fargier, 2007
- TOAK, une performance d’Ariane Lopez-Huici filmée par Chrystel Egal, 1995